# Сьогодні або ніколи
«Сьогодні або ніколи» (рос. «Сегодня или некогда») — радянський художній фільм 1979 року, знятий режисером Ігорем Усовим на кіностудії «Ленфільм».

## Сюжет
За мотивами роману Б. Нікольського «Чекаю і сподіваюся». Вченого Левандовського колись було несправедливо відсторонено від наукової діяльності. Але він таки повертається до інституту, створює нову лабораторію і разом із учнями звертається до проекту, який виношував довгі роки.

## У ролях
- Микола Волков — Василь Ігнатович Левандовський, професор, директор НДІ
- Віктор Євграфов — Дмитро Павлович Решетніков, вчений
- Валерій Козинець — Андрій Миколайович Новожилов, вчений
- Наталія Варлей — Таня, дочка професора Левандовського, викладачка музики
- Марія Жукова — Машенька, дочка Тані
- Олександр Самойлов — Олександр Борисович Вількін, вчений
- Віктор Федоров-Вишняков — Боря Якушкін, вчений
- Тетяна Іванова — Валя Файко, вчена
- Мілена Тонтегоде — Емма Нормет, вчена
- Борис Сморчков — Гліб Хохлатов, вчений
- Олександр Хочинський — Євген Трофімов, вчений
- Тетяна Канаєва — Тасенька, лаборантка
- Валерій Захар'єв — Володимир Щербаков, математик
- Лілія Гриценко — Марфуша, хатня робітниця Левандовських
- Валентин Нікулін — Куликов, директор інституту біології
- Григорій Шпігель — вчений
- Пантелеймон Кримов — вчений, друг Левандовського
- Олександр Момбелі — Павло Борисович, кореспондент
- Григорій Душин — епізод
- Юрій Башков — капітан дослідницького судна
- Дмитро Шулькін — епізод
- Наталія Симонова — Наташа Симонова, учениця Тетяни Левандовської, юна піаністка
- Юлія Шулепова — ведуча навчального концерту

## Знімальна група
- Режисер — Ігор Усов
- Сценарист — Павло Павлов
- Оператор — Микола Строганов
- Композитори — Сергій Баневич, Ольга Петрова
- Художник — Михайло Герасимов